# مسجد جامع رکن‌آباد
مسجد جامع رکن آباد مربوط به سدهٔ ۱۰ ه‍.ق است و در شهرستان میبد، روستای رکن آباد واقع شده و این اثر در تاریخ ۵ بهمن ۱۳۷۸ با شمارهٔ ثبت ۲۵۶۷ به‌عنوان یکی از آثار ملی ایران به ثبت رسیده است.